# Budiměřice
Budiměřice (în germană Budimierschitz) este o comună și un sat în districtul Nymburk, regiunea Boemia Centrală, Cehia. Are o populație de aproximativ 700 de locuitori. Suprafața cadastrală se întinde pe 802 hectare. Din 1980, comuna include și satele Rašovice (în germană Raschowitz) și Šlotava (în germană Schlotawa).
Principalul obiectiv turistic din Budiměřice este Biserica „Sfântul Procopie”, inițial în stil gotic, a fost reconstruită în stil neogotic.

## Diviziuni administrative
Budiměřice este alcătuit din trei diviziuni administrative (populația este între paranteze conform recensământului din 2021):
- Budiměřice (355)
- Rašovice (159)
- Šlotava (114)

## Etimologie
Numele său este derivat din prenumele personal Budimír sau Budiměr, care are sensul de „satul oamenilor lui Budimír/Budiměr”.

## Geografie
Budiměřice se află la aproximativ 4 kilometri (2 mi) de Nymburk și la 42 kilometri (26 mi) est de capitala Praga. Se găsește într-un peisaj agricol plat din Podișul Elbei Centrale. 
Budiměřice se află pe malul stâng al râului Mrlina. Prin sudul satului Budiměřice curge canalul Sánský, dincolo de care se găsesc ruinele părăsite ale castelului Buštěhrad.
Râul Mrlina curge prin comună.

## Istorie
Prima mențiune scrisă a lui Budiměřice datează din anul 1374.
Budiměřice a fost distrusă în timpul Războaielor Husite.
După desființarea stăpânirii feudale, Budiměřice și Borek au format o comună în districtul Poděbrady începând cu anul 1850. În 1930, canalul Sánský kanál a primit un nou curs dinspre Křečkov și a fost deviat către râul Mrlina. În 1930, gura de vărsare a canalului Sánský a fost mutată de pe Elba pe Mrlina, iar de atunci canalul se termină în vestul satului Budiměřice. În 1934, comuna a devenit parte a districtului Nymburk. În 1980, satele Rašovice și Šlotava au fost încorporate.

## Transporturi
Nu există cale ferată sau drumuri principale care să treacă prin comună.
Drumul II/330 (de clasa a II-a) (în cehă Silnice II/330) Sadská - Nymburk - Činěves trece prin Budiměřice. Linia suburbană de autobuz 541 Nymburk-Městec Králové-(Dlouhopolsko) (operator Okresní autobusová doprava Kolín, s. r. o.) are opriri în comună.

## Obiective turistice
Principalul obiectiv turistic din Budiměřice este Biserica „Sfântul Procopie”. Cea mai veche biserică a fost construită în stil gotic în secolul al XIV-lea, dar a fost distrusă de un incendiu în anul 1803. Biserica actuală a fost construită în stil neogotic în perioada 1879–1881.